# That Darn Katz!
That Darn Katz! (Чортові Коти!) — восьмий епізод шостого сезону мультсеріалу «Футурама».

## Зміст
Емі нарешті готова здати докторську дисертацію на тему використання енергії магнітного поля Землі. Професор радить їй піти в клуб «The Hip Joint», щоб гарненько відпочити перед захистом і зняти емоційну напругу. Тим часом Нібблер заявляє, що йому набридло зображати домашнього улюбленця, і він хоче бути повноцінним членом команди. 
Вечірка вдалася на славу, і Емі спізнюється на захист. Крім того, на захисті присутній професор Катц разом зі своїм котом, а в Емі алергія на кішок. Результат - захист провалена. 
Повернувшись назад, герої зустрічають кота професора Катца і його родичів, які за допомогою своєї чарівності підкорили всю команду, крім Емі і Нібблера. Емі дізналася, що професор Катц - всього лише маріонетка, якою керував його кіт, а також - що коти вирішили використовувати її винахід для того, щоб повернути обертання своїй планеті. Виявилося, що для передачі енергії була побудована Велика піраміда в Гізі. Але технологія відбору енергії планети була загублена, а дисертація Емі дозволила цю технологію знайти знову. Поневоливши команду Planet Express-а котам вдалося зупинити землю і передати енергію її обертання своїй планеті. Але Емі знайшла вихід: за допомогою тієї ж установки вдалося повернути обертання планети, але вона стала обертатися у зворотний бік. Завдяки цьому Емі все-таки отримала вчений ступінь, а також якусь спортивну нагороду, яку знайшов професор Баблгам у своєму бардачку. 
А Нібблер згоден знову стати домашнім улюбленцем. 

## Дрібниці
Професор Фарнсворт згадує, що професор Шпікеншпелл (схожий на іграшку  en: See 'n Say) довів, що корова каже «му», а потім пішов торованим шляхом. Раніше в серіалі згадувалося, що корови до того часу вимерли. Можна припустити, що він вивчав те, які звуки видавали вимерлі тварини, проте багато тварин, зображені на його «обличчі» ще існували до часу непереборної серіалу. 

## Винаходи майбутнього
- Пристрій для добування енергії обертання Землі
- Келихи самостійного наповнювання
- Маріонетка, що контролює собак, перебудована під кішку